# Nikorzminda-Kathedrale

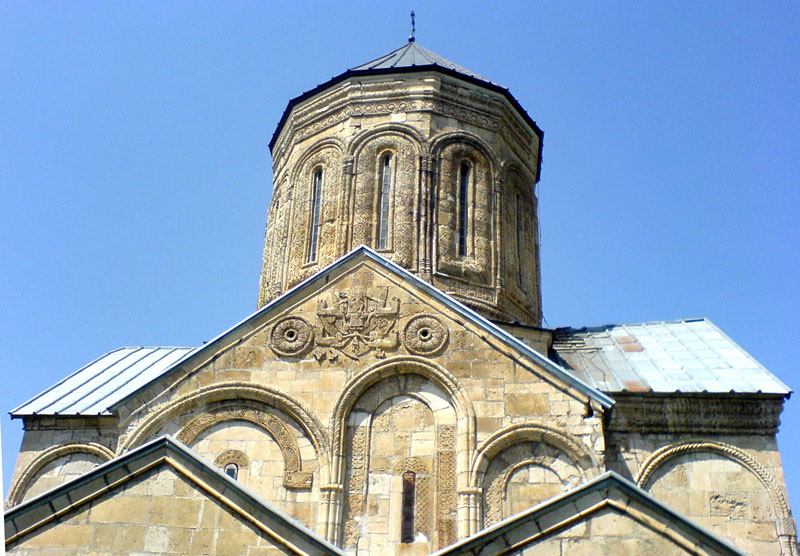
Nikorzminda-Kathedrale

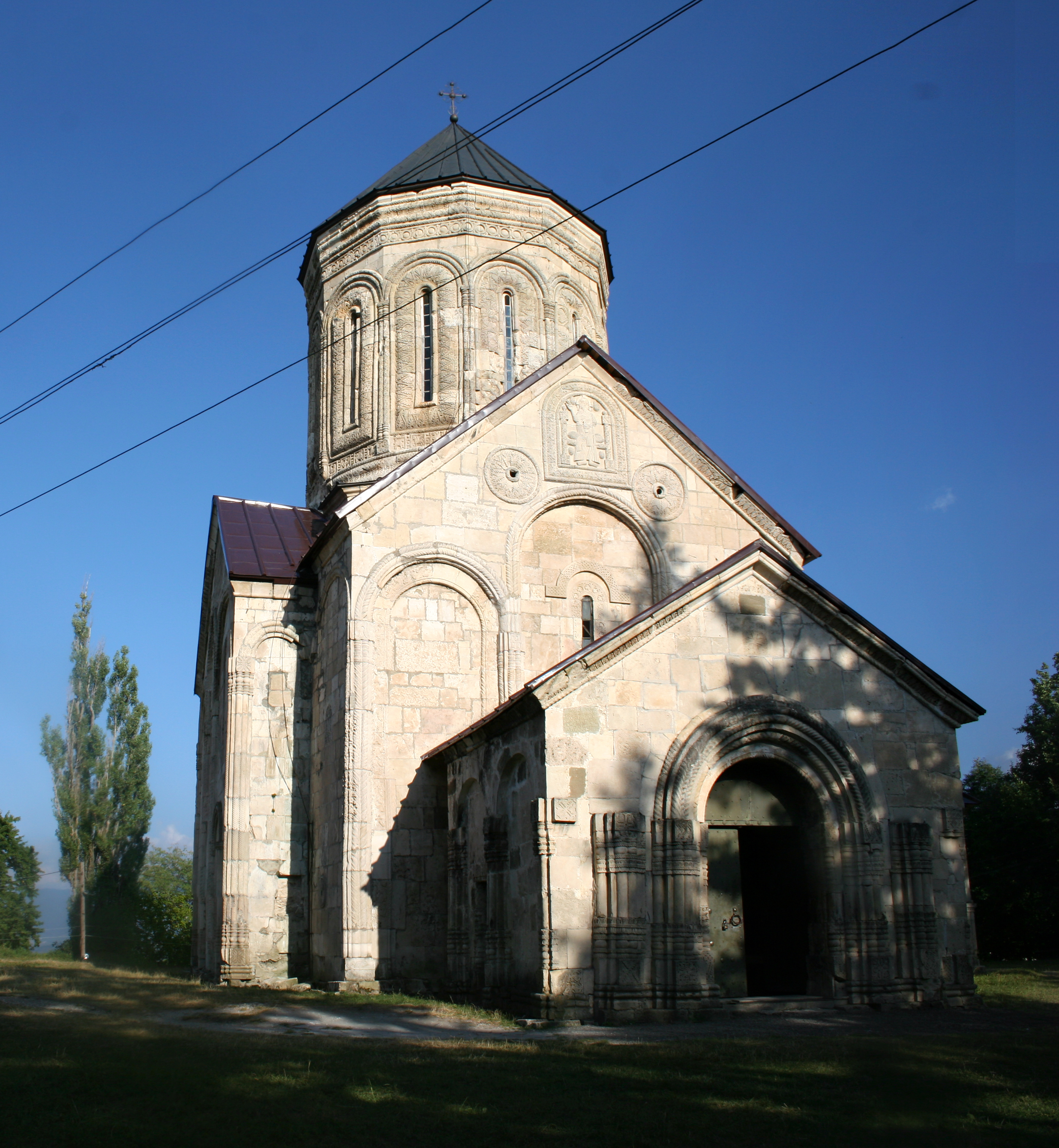
Kathedrale, Westansicht

Die Nikorzminda-Kathedrale (auch Kathedrale von Nikorzminda; georgisch ნიკორწმინდა, ნიკორწმინდის ტაძარი, nɪkʼɔrt͡sʼmɪndɑ, nɪkʼɔrt͡sʼmɪndɪs tʼɑd͡zɑrɪ) ist eine georgisch-orthodoxe Kathedrale im gleichnamigen Dorf Nikorzminda. Nach einer Inschrift, die sich über einem westlichen Eingang befindet, wurde die Kathedrale von erstem König des vereinten Georgiens Bagrat III. 1010 bis 1014 errichtet. In der Kirche gibt es eine georgische Freskomalerei aus dem 17. Jahrhundert. Die Fassade der Kathedrale ist mit georgischen Ornamenten reich geschmückt; die Nikorzminda-Kathedrale ist besonders bekannt durch ihre Ornamente und Reliefs.
Nikorzminda war von 1534 bis 1820/2 ein Bistum der Georgischen Orthodoxen Kirche (Katholikat von Abchasien).